# Quintus Fabius Maximus Rullianus
Quintus Fabius Maximus Rullianus var en romersk fältherre, berömd för sina bedrifter under krigen mot etruskerna och samniterna. Han var farfars far till Quintus Fabius Maximus.
Rullianus blev 325 f.Kr. magister equitum i andra samniterkriget, 322 f.Kr. konsul och 315 f.Kr. diktator. Fabius Rullianus företog under sitt andra konsulat 310 f.Kr. ett djärvt tåg in i övre Etrurien, besegrade 308 f.Kr. under sitt 3:e konsulat umbrerna, slog i tredje samniterkriget under sitt 4:e och 5:e konsulat tillsammans med Publius Decius Mus (konsul 312 f.Kr.) samniterna 297 f.Kr. och 295 f.Kr. vid Sentinum dessa och de med dem allierade gallerna. Som censor upphävde Fabius Rullianus tillsammans med Publius Decius Mus den av Appius Claudius Caecus 312 f.Kr. företagna fördelningar av borgare ut|an grundegendom på alla tribus och inskränkte densamma till de 4 stadstribus.